# La noche (canción de Gloria Trevi)
La noche es una canción de la cantautora mexicana Gloria Trevi escrita por Fernando Chávez “Fech”, Manuel Moreno, Armando Ávila y Gloria Trevi.  Elegida como tercer sencillo de su octavo álbum de estudio Gloria. La canción fue estrenada en la radio mexicana el 1 de septiembre de 2011.
Se creía que el 3.er sencillo iba a ser la canción a dueto con Paulina Rubio No al alguacil, pero la disquera Universal Music Group decidió esperar.

## Listas musicales
| País   | Conteo                   | Máxima posición |
| ------ | ------------------------ | --------------- |
| México | Billboard México Airplay | 9               |

## Videoclip
El videoclip fue grabado el 30 y 31 de agosto de 2011 y codirigido por Gloria Trevi en un parque de la Ciudad de México. Durante esos días, se filtraron imágenes de la cantante grabado el videoclip junto a Julián Gil, quien interpretará a la pareja de la cantante. El videoclip se iba a estrenar el 26 de octubre de 2011, pero la compañía que representa a Gloria Trevi, West Wood Entretaiment, anunció que la fecha se retrasaría. En una entrevista que dio la cantante, al finalizar las grabaciones del reality show La Voz: México dijo que el videoclip se estrenaría el 1 de diciembre. Hubo una premier el 1 de diciembre, donde más de 100 fanes se reunieron con Gloria en un cine de la Ciudad de México para ver el estreno del nuevo videoclip. La cantante asistió vestida de superhéroe junto a los demás actores y bailarines que aparecen en el video. El estreno oficial fue el 5 de diciembre, en RitmosonLatino.